# Iglesia de la Compañía de Jesús (Valparaíso)
La Iglesia de la Compañía de Jesús es un templo religioso de culto católico perteneciente a la orden jesuita, ubicado a los pies del cerro Larraín, en el barrio de El Almendral del plan de la ciudad de Valparaíso, Chile. Está dedicado a la devoción del Sagrado Corazón de Jesús.
Construida entre 1899 y 1901 por el arquitecto Nicanor Marambio, fue declarada Monumento Nacional de Chile, en la categoría de Monumento Histórico, el 20 de mayo de 2003.

## Historia
La Compañía de Jesús, en Chile desde 1591 y en Valparaíso desde 1659, ha tenido en Valparaíso cuatro iglesias. Hacia 1700, los jesuitas establecen una primera residencia cerca de la Iglesia de la Matriz, en el Barrio del Puerto. Esta residencia contaba, probablemente, con una capilla sencilla que duró hasta que desapareció con la residencia el año 1730. En 1733 el padre superior, Pedro Ayala, levanta otra residencia y tres años después edifica la primera iglesia de forma circular en Chile, en las cercanías de la Iglesia Matriz. Los jesuitas son expulsados de Chile en 1767 por Carlos III. Pasó a manos de los Dominicos y sirvió, los años 1828-1829 de sede al Congreso Nacional. Fue demolida en 1879 para edificar el Cuartel de Guardias Cívicos.
Los Jesuitas volvieron a Valparaíso en 1843 y cinco años después arrendaron una casa en La Rinconada (Calle Hontaneda).[cita requerida] A partir de 1852 se instalaron definitivamente en los terrenos que actualmente ocupan a los pies del cerro Larraín, donados por miembros de las familias Larraín y Torres.
El primer templo que se construyó ahí tenía un frontón triangular y una torre central ochavada en su base, poseía una residencia y una casa de ejercicios. Debió ser demolida en 1899 debido a la gran inundación de ese año. Ese mismo año comenzó la construcción del templo actual, proyectado por el arquitecto Nicanor Marambio y terminado en 1901. Las obras de construcción estuvieron a cargo de Hermógenes Mardones.[cita requerida]
Debido a su estructura de hormigón armado, fue de las pocas edificaciones que resistieron sin problemas el terremoto de 1906, sirviendo como refugio para los vecinos damnificados del barrio del Almendral.[cita requerida]
A inicios de los años 1960 fue afectada por un incendio, que obligaron a hacerle diversas modificaciones en su interior, perdiéndose definitivamente su antiguo altar y el artesonado de la nave. Las policromías de muros, cielos y del Vía crucis se taparon con pintura gris, siendo recuperados en una restauración a principios del siglo XX. Esta restauración estuvo a cargo del Arquitecto Carlos Bresciani, quien recuperó para la iglesia un vitral francés de la demolida Iglesia del Espíritu Santo.
El terremoto de 2010 dejó serios daños a la estructura, por lo que se hizo necesaria una importante restauración los años 2011 al 2013.  En marzo de 2016 parte del cielo de la nave central se desprende debido principalmente a la acción de xilófagos. En el año 2018 se realizaron obras para el desarme de cielo nave central y la instalación de cielo provisorio con lo cual el templo pudo ser reabierto al público, manteniendo su funcionamiento hasta la fecha.

## Emplazamiento
La iglesia se ubica en el límite oriental del Plan de Valparaíso, como remate de la Avenida Pedro Montt, más específicamente en la calle Eusebio Lillo a los pies del Cerro Larraín, cercana y paralela a la Avenida Argentina, centro histórico que acogió desde mediados del siglo XIX a importantes instituciones religiosas que fueron organizando el trazado y posterior consolidación del barrio El Almendral.

## Arquitectura

### Exterior

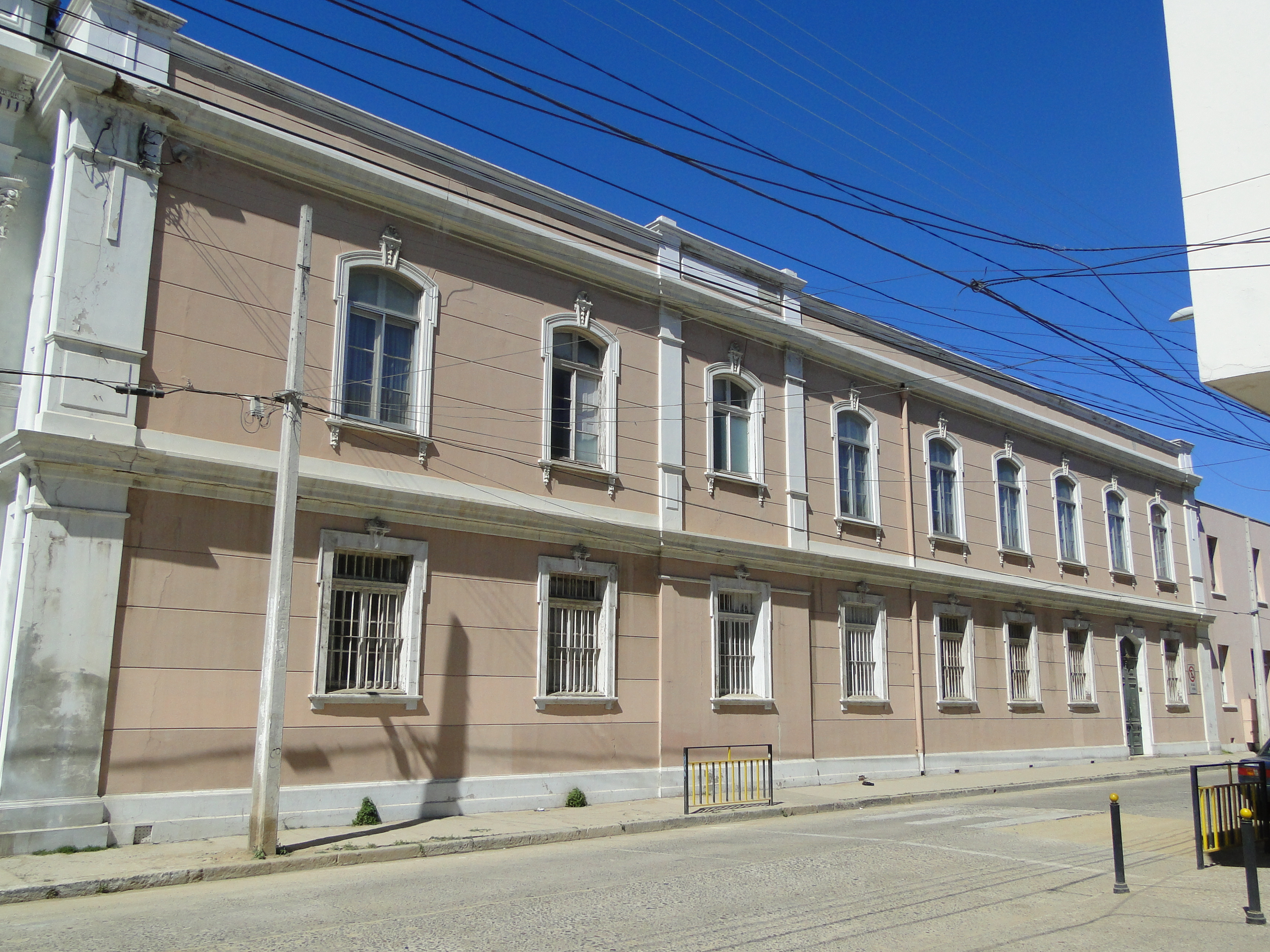
Lado izquierdo de la iglesia en 2012

El edificio está construido con hormigón armado, lo que lo hace antisísmico. Posee una composición de dos volúmenes. El primero corresponde a la iglesia misma, con una nave central y dos laterales más bajas, jerarquizada por una imponente torre de base octogonal. El segundo es un cuerpo horizontal con patio central dedicado a la residencia de la orden jesuita. El conjunto total está conformado por una escuela, la iglesia, la residencia y una casa de ejercicios.
El templo actual está dedicado al Sagrado Corazón de Jesús, así como el anterior lo estaba al Santísimo Nombre de Jesús. Originalmente, el templo se levantaba un metro sobre la calle, pero con la nivelación realizada en todo el Plan de Valparaíso durante el siglo xx se fue enterrando. También  sobre el frontón tenía estatuas de las devociones de Sagrado Corazón de Jesús, de la Purísima Concepción y de San José.
De estilo neoclásico y neorrenacentista, su fachada está compuesta de un cuerpo afrontonado que se apoya en seis columnas corintias, con los ingresos rematados por arcos de medio punto.

### Interior
En su interior destacan policromías de muros, cielos y del Vía crucis, recuperador en una restauración a principios del siglo XX, luego de haber sido tapadas con pintura gris luego de su incendio de inicios de los años 1960. También destacan los vitrales sobrevivientes, obra de artesanos de la escuela de arte de Múnich, igualmente recuperados en la restauración de 2011-2013.
Debido a que coincidió con las nuevas ordenanzas litúrgicas del Concilio Vaticano Segundo, la restauración de 1962, integró en lo posible la novedad con el estilo del templo: sencillez y limpieza de las superficies y volúmenes, mayor presencia y cercanía de la mesa del altar (con la particularidad de tener doble piedra de ara). En la nueva iglesia se mantuvo, y se mantiene hasta hoy, la cripta de los jesuitas fallecidos en Valparaíso y también las de benefactoras fundadoras.[cita requerida]

## Servicios
El templo está en el territorio de la Parroquia de los Doce Apóstoles, sus usuarios principales son los vecinos más cercanos y los distintos grupos que están en relación con la Compañía de Jesús; en especial la comunidad de la Escuela San Ignacio que la considera su templo.
La Eucaristía dominical es a las 12:00 y 19:00 de marzo a enero.  En febrero hay misa sólo los domingos a mediodía.  Mientras el templo se encuentre clausurado la liturgia se realiza en la vecina Capilla de la Casa de Ejercicios Espirituales.  Donde generalmente se puede participar también en la Eucaristía de 19:00 el sábado. 